# Çöğürlü, Taşlıçay
Çöğürlü là một xã thuộc huyện Taşlıçay, tỉnh Ağrı, Thổ Nhĩ Kỳ. Dân số thời điểm năm 2011 là 747 người.